# Тензор Ейнштейна
Те́нзор Ейнште́йна ({\displaystyle G_{\mu \nu }\,}) — тензорна величина, що являє собою варіаційну похідну скалярної кривини зв'язності Леві-Чивіти за метричним тензором. У цій якості стоїть в лівій частині рівняння Ейнштейна. Тензор Ейнштейна — симетричний тензор другого рангу в n-вимірному просторі, тобто містить {\displaystyle n(n+1)/2} незалежних компонент, що являють собою складні комбінації компонент метричного тензора та його перших і других похідних.

## Означення тензора Ейнштейна у випадку гіперповерхні
Тензор Ейнштейна {\displaystyle m}-го степеня:
{\displaystyle (2)\qquad G_{j}^{[m]i}={(-1)^{m+1} \over m!}g_{jp_{1}p_{2}\dots p_{m}}^{is_{1}s_{2}\dots s_{m}}b_{s_{1}}^{p_{1}}\cdots b_{s_{m}}^{p_{m}}}

## Найпростіші властивості тензора Ейнштейна
Із формул (2) і (3) легко бачити, що неповна згортка тензора Ейнштейна з тензором повної кривини гіперповерхні дорівнює тензору Річчі на одиницю більшого степеня:
{\displaystyle (4)\qquad G_{k}^{[m]i}b_{j}^{k}={(-1)^{m+1} \over m!}g_{kp_{1}p_{2}\dots p_{m}}^{is_{1}s_{2}\dots s_{m}}b_{j}^{k}b_{s_{1}}^{p_{1}}\cdots b_{s_{m}}^{p_{m}}=R_{j}^{[m+1]i}}
Дещо складніше обчислювати слід тензора Ейнштейна. Для цього треба скористатися наступною властивістю тензора метричної матрьошки:
{\displaystyle (6)\qquad g_{ip_{1}\dots p_{m}}^{is_{1}\dots s_{m}}=(n-m)g_{p_{1}\dots p_{m}}^{s_{1}\dots s_{m}}}
В результаті маємо:
{\displaystyle (7)\qquad G_{i}^{[m]i}=(n-m){(-1)^{m+1} \over m!}g_{p_{1}\dots p_{m}}^{s_{1}\dots s_{m}}b_{s_{1}}^{p_{1}}\cdots b_{s_{m}}^{p_{m}}=-(n-m)K^{[m]}}

## Дивергенція тензора Ейнштейна
Оскільки тензор метричної матрьошки перевстановлюваний з коваріантною похідною, то ми можемо записати:
{\displaystyle (8)\qquad \nabla _{i}G_{j}^{[m]i}={(-1)^{m+1} \over m!}g_{jp_{1}\dots p_{m}}^{is_{1}\dots s_{m}}\nabla _{i}\left(b_{s_{1}}^{p_{1}}\dots b_{s_{m}}^{p_{m}}\right)={(-1)^{m+1} \over m!}g_{jp_{1}\dots p_{m}}^{is_{1}\dots s_{m}}\left((\nabla _{i}b_{s_{1}}^{p_{1}})b_{s_{2}}^{p_{2}}\cdots b_{s_{m}}^{p_{m}}+b_{s_{1}}^{p_{1}}(\nabla _{i}b_{s_{2}}^{p_{2}})\cdots b_{s_{m}}^{p_{m}}+\dots )\right)}
Перший доданок в сумі симетричний по індексах {\displaystyle (i,s_{1})} внаслідок рівняння Петерсона-Кодацці (дивіться статтю Гіперповерхня):
{\displaystyle (9)\qquad \nabla _{i}b_{s_{1}}^{p_{1}}=\nabla _{s_{1}}b_{i}^{p_{1}}}
Оскільки тензор метричної матрьошки антисиметричний по цих самих індексах, то результатом їхньої згортки буде нуль.  Аналогічно дорівнює нулю згортка тензора метричної матрьошки з усіма наступними доданками суми в правій частині рівняння (8). 
Отже одержуємо такий результат: дивергенція тензора Ейнштейна дорівнює нулю.
{\displaystyle (9)\qquad \nabla _{i}G_{j}^{[m]i}=0}

## Розклад тензора метричної матрьошки
Для виводу наступних формул, що пов'язують тензори Ейнштейна та Річчі, треба вивести формулу, як тензор метричної матрьошки (що за означенням дорівнює визначнику матриці, складеної з дельта-символів) розкладається по першому рядку матриці. 
Нехай ми маємо тензор метричної матрьошки {\displaystyle 2(m+1)} рангу, який записується у вигляді визначника матриці розміром {\displaystyle (m+1)\times (m+1)}. Запишемо його розклад по першому рядку:
{\displaystyle (10)\qquad g_{jp_{1}\dots p_{m}}^{is_{1}\dots s_{m}}={\begin{vmatrix}\delta _{j}^{i}&\delta _{p_{1}}^{i}&\cdots &\delta _{p_{m}}^{i}\\\delta _{j}^{s_{1}}&\delta _{p_{1}}^{s_{1}}&\cdots &\delta _{p_{m}}^{s_{1}}\\\cdots &\cdots &\cdots &\cdots \\\delta _{j}^{s_{m}}&\delta _{p_{1}}^{s_{m}}&\cdots &\delta _{p_{m}}^{s_{m}}\end{vmatrix}}=\delta _{j}^{i}{\begin{vmatrix}\delta _{p_{1}}^{s_{1}}&\cdots &\delta _{p_{m}}^{s_{1}}\\\cdots &\cdots &\cdots \\\delta _{p_{1}}^{s_{m}}&\cdots &\delta _{p_{m}}^{s_{m}}\end{vmatrix}}-}
{\displaystyle \qquad -\delta _{p_{1}}^{i}{\begin{vmatrix}\delta _{j}^{s_{1}}&\delta _{p_{2}}^{s_{1}}&\cdots &\delta _{p_{m}}^{s_{1}}\\\cdots &\cdots &\cdots &\cdots \\\delta _{j}^{s_{m}}&\delta _{p_{2}}^{s_{m}}&\cdots &\delta ^{s_{m}}\end{vmatrix}}+\delta _{p_{2}}^{i}{\begin{vmatrix}\delta _{j}^{s_{1}}&\delta _{p_{1}}^{s_{1}}&\delta _{p_{3}}^{s_{1}}&\cdots &\delta _{p_{m}}^{s_{1}}\\\cdots &\cdots &\cdots &\cdots &\cdots \\\delta _{j}^{s_{m}}&\delta _{p_{1}}^{s_{m}}&\delta _{p_{3}}^{s_{m}}&\cdots &\delta _{p_{m}}^{s_{m}}\end{vmatrix}}-\dots }
В правій частині цієї формули {\displaystyle m\times m} матриці визначників доданків утворюються в результаті викреслення з матриці розкладу першого рядка і відповідно першого, другого, третього ... стовпців. Знаки доданків чергуються.
Формулу (10) можна записати також в позначенні тензора метричної матрьошки:
{\displaystyle (10a)\qquad g_{jp_{1}\dots p_{m}}^{is_{1}\dots s_{m}}=\delta _{j}^{i}g_{p_{1}p_{2}\dots p_{m}}^{s_{1}s_{2}\dots s_{m}}-\delta _{p_{1}}^{i}g_{j\,p_{2}\dots p_{m}}^{s_{1}s_{2}\dots s_{m}}+\delta _{p_{2}}^{i}g_{j\,p_{1}\dots p_{m}}^{s_{1}s_{2}\dots s_{m}}-\dots +(-1)^{m-1}\delta _{p_{m}}^{i}g_{j\,p_{1}\dots p_{m-1}}^{s_{1}s_{2}\dots s_{m}}}
Подивимось більш прискіпливо на перші три доданки, звертаючи увагу на відповідність верхніх та нижніх індексів тензора метричної матрьошки.  Перші два доданки в цьому розумінні задовільні. Що ж до третього доданка, то формула стане в деякому розумінні симетричнішою, якщо в тензорі метричної матрьошки ми переставимо місцями (з відповідною зміною знаку доданка) нижні індекси {\displaystyle (j,p_{1})}. Зробимо аналогічні зміни і для решти доданків. В результаті маємо таку формулу:
{\displaystyle (11)\qquad g_{jp_{1}\dots p_{m}}^{is_{1}\dots s_{m}}=\delta _{j}^{i}g_{p_{1}p_{2}\dots p_{m}}^{s_{1}s_{2}\dots s_{m}}-\delta _{p_{1}}^{i}g_{j\,p_{2}\dots p_{m}}^{s_{1}s_{2}\dots s_{m}}-\delta _{p_{2}}^{i}g_{p_{1}j\,\dots p_{m}}^{s_{1}s_{2}\dots s_{m}}-\dots -\delta _{p_{m}}^{i}g_{p_{1}p_{2}\dots j}^{s_{1}s_{2}\dots s_{m}}}
В цій формулі перший доданок стоїть зі знаком "плюс", а решта {\displaystyle m} доданків зі знаком "мінус".
Принагідно зазначимо, що із формули (11) легко слідує формула згортки (6).
Можна одержати ще одну формулу, аналогічну (11), якщо розкладати визначник не по рядку, а по стовпцю:
{\displaystyle (12)\qquad g_{jp_{1}\dots p_{m}}^{is_{1}\dots s_{m}}=\delta _{j}^{i}g_{p_{1}p_{2}\dots p_{m}}^{s_{1}s_{2}\dots s_{m}}-\delta _{j}^{s_{1}}g_{p_{1}p_{2}\dots p_{m}}^{i\,s_{2}\dots s_{m}}-\delta _{j}^{s_{2}}g_{p_{1}p_{2}\dots p_{m}}^{s_{1}i\,\dots s_{m}}-\dots -\delta _{j}^{s_{m}}g_{p_{1}p_{2}\dots p_{m}}^{s_{1}s_{2}\dots i}}

## Основний зв'язок тензора Ейнштейна зтензором Річчі
Підставимо розклад (12) в формулу (2). Одержуємо:
{\displaystyle (13)\qquad G_{j}^{[m]i}={(-1)^{m+1} \over m!}\left(\delta _{j}^{i}g_{p_{1}p_{2}\dots p_{m}}^{s_{1}s_{2}\dots s_{m}}-\delta _{j}^{s_{1}}g_{p_{1}p_{2}\dots p_{m}}^{i\,s_{2}\dots s_{m}}-\delta _{j}^{s_{2}}g_{p_{1}p_{2}\dots p_{m}}^{s_{1}i\,\dots s_{m}}-\dots -\delta _{j}^{s_{m}}g_{p_{1}p_{2}\dots p_{m}}^{s_{1}s_{2}\dots i}\right)b_{s_{1}}^{p_{1}}\cdots b_{s_{m}}^{p_{m}}}
При розкриванні дужок перший доданок дає в результаті згортки
{\displaystyle \qquad -K^{[m]}\delta _{j}^{i}}
а решта доданків, внаслідок симетрії тензора метричної матрьошки щодо перестановки "вертикальних" пар індексів, кожен дає однаковий результат:
{\displaystyle (14)\qquad {(-1)^{m} \over m!}g_{p_{1}p_{2}\dots p_{m}}^{i\,s_{2}\dots s_{m}}b_{j}^{p_{1}}\cdots b_{s_{m}}^{p_{m}}={1 \over m}R_{j}^{[m]i}}
Оскільки кількість доданків (14) у правій частині формули (13) дорівнює {\displaystyle m}, то маємо:
{\displaystyle (15)\qquad G_{j}^{[m]i}=R_{j}^{[m]i}-K^{[m]}\delta _{j}^{i}}

## Симетрія тензорів Ейнштейна та Річчі
Оскільки згідно з формулою (15) тензор Річчі відрізняється від тензора Ейнштейна додаванням симетричного тензора {\displaystyle K^{[m]}g_{ij}}, то нам достатньо довести симетрію тільки одного, наприклад тензора Ейнштейна.
Жонглюючи індексами (піднімаючи та опускаючи) у формулі (2), знаходимо для коваіантних координат тензора Ейнштейна:
{\displaystyle (16)\qquad G_{ij}^{[m]}={(-1)^{m+1} \over m!}g_{is_{1}\dots s_{m},jp_{1}\dots p_{m}}b^{s_{1}p_{1}}\cdots b^{s_{m}p_{m}}}
Оскільки тензор {\displaystyle b^{ij}} симетричний, то ми можемо в тензорі метричної матрьошки в формулі (16) переставити кожен індекс {\displaystyle s_{i}} з відповідним йому індексом {\displaystyle p_{i}}:
{\displaystyle (17)\qquad G_{ij}^{[m]}={(-1)^{m+1} \over m!}g_{ip_{1}\dots p_{m},js_{1}\dots s_{m}}b^{s_{1}p_{1}}\cdots b^{s_{m}p_{m}}}
Далі, тензор метричної матрьошки симетричний відносно груп індексів. Переставляючи групи індексів в тензорі метричної матрьошки формули (17), ми прийдемо до правої частини формули (16) з переставленими індексами {\displaystyle i,j}. Отже
{\displaystyle (18)\qquad G_{ij}^{[m]}=G_{ji}^{[m]}}

## Запис тензорів Ейнштейна та Річчі парного степеня через тензор Рімана
Аналогічно до того, як це ми обчислювали для кривин Ґаусса, знаходимо:
{\displaystyle (19)\qquad G_{j}^{[2m]i}=-{1 \over 2^{m}(2m)!}g_{jk_{1}l_{1}\dots k_{m}l_{m}}^{is_{1}p_{1}\dots s_{m}p_{m}}R_{s_{1}p_{1}}^{k_{1}l_{1}}\cdots R_{s_{m}p_{m}}^{k_{m}l_{m}}}
{\displaystyle (20)\qquad R_{j}^{[2m]i}={1 \over 2^{m}(2m-1)!}g_{k_{1}l_{1}\dots k_{m}l_{m}}^{i\,p_{1}\dots s_{m}p_{m}}R_{j\,p_{1}}^{k_{1}l_{1}}\cdots R_{s_{m}p_{m}}^{k_{m}l_{m}}}
Отже для парних степенів тензори Ейнштейна та Річчі є об'єктами внутрішньої геометрії, а тому визначені для всіх многовидів, а не лише для гіперповерхонь.
Цікаво, що всі основні властивості тензорів Ейнштейна та Річчі (нульова дивергенція тензора Ейнштейна, основний зв'язок між тензором Ейнштейна та тензором Річчі, їхня симетрія) зберігаються для всіх многовидів, якщо для їх виводу користуватися формулами (19), (20).  Наприклад обчислимо дивергенцію тензора Ейнштейна:
{\displaystyle (21)\qquad \nabla _{i}G_{j}^{[2m]i}=-{1 \over 2^{m}(2m)!}g_{jk_{1}l_{1}\dots k_{m}l_{m}}^{is_{1}p_{1}\dots s_{m}p_{m}}\left(\nabla _{i}R_{s_{1}p_{1}}^{k_{1}l_{1}}\right)\cdots R_{s_{m}p_{m}}^{k_{m}l_{m}}+\cdots }
Тут виписано тільки перший доданок від похідної добутку, решта доданків (з похідними наступних співмножників) аналогічні. В цьому доданку звернемо увагу на три індекси {\displaystyle i,s_{1},p_{1}}, за якими ведеться згортка. Ці три індекси попарно різні, оскільки вони входять в одну антисиметричну групу індексів метричної матрьошки, і в ході згортки перебираються усі перестановки (в тому числі циклічні) цих індексів.  Але для тензора Рімана сума циклічних перестановок дорівнює нулю внаслідок диференціальної тотожності Біанкі:
{\displaystyle (22)\qquad \nabla _{i}R_{s_{1}p_{1}}^{k_{1}l_{1}}+\nabla _{s_{1}}R_{p_{1}i}^{k_{1}l_{1}}+\nabla _{p_{1}}R_{i\,s_{1}}^{k_{1}l_{1}}=0}
тому перший доданок у правій частині формули (21) дорівнює нулю. Для решти доданків аналогічно.

## Скалярне поле, складене з тензорів внутрішньої геометрії
До тензорів внутрішньої геометрії віднесемо прямий ({\displaystyle g_{ij}}) та обернений ({\displaystyle g^{ij}}) метричні тензори, тензор Рімана {\displaystyle R_{\;ijk}^{s}} і його коваріантні похідні ({\displaystyle \nabla _{p}R_{ijkl},\,\nabla _{p}\nabla _{q}R_{ijkl},\,\dots }).

Із вищезгаданих тензорів можна утворювати різноманітні первинні скаляри, користуючись множенням і згорткою тензорів, наприклад:
{\displaystyle (1)\qquad \phi _{1}=g^{ik}R_{\;isk}^{s}\qquad \phi _{2}=R_{ijkl}R^{ijkl}\qquad \phi _{3}=\nabla _{k}R_{\;isj}^{s}\nabla ^{k}R_{p}^{\;ipj}\qquad \dots }
Далі, із цих первинних скалярів можна скласти будь-яку скалярну функцію:
{\displaystyle (2)\qquad L=L(\phi _{1},\phi _{2},\dots )=L(g_{ij},R_{ijkl},\nabla _{p}R_{ijkl},\dots )}
Ця функція є скалярним полем на многовиді.  Очевидно, значення скалярного поля {\displaystyle L} в будь-якій точці многовиду не залежить від вибору системи координат.  Те саме стосується інтегралу від {\displaystyle L} об'єму багатовиду:
{\displaystyle (2)\qquad S=\int Ld\tau =\int L{\sqrt {g}}\,du^{1}du^{2}\dots du^{n}}
Інтеграл {\displaystyle S} не зміниться, якщо його обчислювати в іншій системі координат.

## Узагальнений тензор Ейнштейна як коефіцієнт при варіації метрики
Якщо змінювати сам метричний тензор {\displaystyle g_{ij}}, наприклад на малу величину варіації {\displaystyle \delta g_{ij}}:
{\displaystyle (3)\qquad {\tilde {g}}_{ij}=g_{ij}+\delta g_{ij}}
то будуть змінюватися також скалярне поле {\displaystyle L} і інтеграл {\displaystyle S}. Варіацію інтеграла {\displaystyle S} можна записати так:
{\displaystyle (4)\qquad \delta S=\delta \int L\,d\tau =\int G_{ij}\delta g^{ij}\,d\tau }
Коефіцієнти {\displaystyle G_{ij}} в цій формулі становлять симетричний тензор, його ми і назвемо узагальненим тензором Ейнштейна.
Ясно, що узагальнений тензор Ейнштейна можна обчислити виходячи з формули (4) - він залежить від скаляра {\displaystyle L}. Цей факт можна відобразити індексом {\displaystyle L} в квадратних дужках вгорі:
{\displaystyle (5)\qquad G_{ij}=G_{ij}^{[L]}}

## Дивергенція узагальненого тензора Ейнштейна
В загальному випадку варіація {\displaystyle \delta S} в формулі (4) не дорівнює нулю.  Але є один спеціальний випадок, коли ми можемо стверджувати що {\displaystyle \delta S=0}.  Це перехід в іншу систему координат.  Нехай координати в новій системі відрізняються від старих координат на малий вектор {\displaystyle v^{i}}:
{\displaystyle (6)\qquad {\tilde {u}}^{i}=u^{i}+v^{i}}
Тоді варіація метричного тензора дорівнює:
{\displaystyle (7)\qquad \delta g_{ij}=-\nabla _{i}v_{j}-\nabla _{j}v_{i}}
І з формули (4) знаходимо:
{\displaystyle (8)\qquad 0=\delta S=\int G_{ij}\delta g^{ij}\,d\tau =-\int G^{ij}\delta g_{ij}d\tau =\int \left(G^{ij}\nabla _{i}v_{j}+G^{ij}\nabla _{j}v_{i}\right)d\tau }
Два останні доданки в формулі (8) однакові, зважаючи на симетрію {\displaystyle G^{ij}}. Продовжимо перетворення:
{\displaystyle (9)\qquad 0=2\int G^{ij}\nabla _{j}v_{i}\,d\tau =2\int \nabla _{j}\left(G^{ij}v_{i}\right)\,d\tau -2\int \left(\nabla _{j}G^{ij}\right)v_{i}\,d\tau }
Перший інтеграл в (9) є інтегралом від дивергенції вектора {\displaystyle G^{ij}v_{i}} а тому може за теоремою Остроградського-Ґаусса перетворитися в поверхневий інтеграл довкола області інтегрування. Цей інтеграл можна зробити нулем, якщо розглядати лише локальні варіації {\displaystyle v^{i}} системи координат, а на межі вважати {\displaystyle v^{i}=0}.
Отже з формули (9) одержуємо:
{\displaystyle (10)\qquad \int \left(\nabla _{j}G^{ij}\right)v_{i}\,d\tau =0}
Ця рівність виконується при будь-якому виборі вектора варіації {\displaystyle v^{i}=v^{i}(u^{1},u^{2},\dots u^{n})}. 
Звідси робимо висновок, що коефіцієнт при варіації повинен дорівнювати нулю:
{\displaystyle (11)\qquad \nabla _{j}G^{ij}=0}
Тобто дивергенція узагальненого тензора Ейнштейна дорівнює нулю.

## Перший крок обчислення, загальний випадок
Помітимо, що під інтегралом в правій частині формули (2) стоять два множника, залежні від метрики: власне функція {\displaystyle L} і корінь {\displaystyle {\sqrt {g}}} із визначника метричного тензора {\displaystyle g_{ij}}. В статті Прості обчислення диференціальної геометрії було знайдено варіацію другого множника:
{\displaystyle (12)\qquad \delta \left({\sqrt {g}}\right)=-{1 \over 2}{\sqrt {g}}g_{ij}\,\delta g^{ij}}
Тому варіація функціонала {\displaystyle S} дорівнює:
{\displaystyle (13)\qquad \delta S=\int \left(\delta (L{\sqrt {g}})\right)du^{1}du^{2}\dots du^{n}=\int \left(\delta L-{L \over 2}g_{ij}\delta g^{ij}\right){\sqrt {g}}\,du^{1}du^{2}\dots du^{n}}
Порівнюючи формули (4) і (13) можна прийти до поняття узагальненого тензора Річчі {\displaystyle R_{ij}^{[L]}}:
{\displaystyle (14)\qquad G_{ij}^{[L]}=R_{ij}^{[L]}-{L \over 2}g_{ij}}
де перший доданок походить від варіації {\displaystyle L}:
{\displaystyle (15)\qquad \int Ld\tau =\int R_{ij}^{[L]}\delta g^{ij}\;d\tau }
а другий - від варіації {\displaystyle {\sqrt {g}}}.
Корисною э також наступна формула зв'язку між варіаціями прямого та оберненого метричних тензорів (див. Прості обчислення диференціальної геометрії):
{\displaystyle (16)\qquad \delta g_{ij}=-g_{ik}g_{jp}\delta g^{kp}}
звідки для довільного тензора {\displaystyle a^{ij}} маємо таке перетворення інтегралів (для спрощення запису в цій та деяких наступних формулах елемент об'єму {\displaystyle d\tau ={\sqrt {g}}du^{1}du^{2}\dots du^{n}} опускаємо):
{\displaystyle (17)\qquad \int a^{ij}\delta g_{ij}=-\int a^{ij}g_{ik}g_{jp}\delta g^{kp}=-\int a_{kp}\delta g^{kp}=-\int a_{ij}\delta g^{ij}}

## Випадок функціональної залежності, без похідних від тензора РіманаL=L(gij,Rijks){\displaystyle L=L(g_{ij},R_{\;ijk}^{s})}
Нехай функція {\displaystyle L} залежить лише від метричного тензора та тензора Рімана:
{\displaystyle (18)\qquad L=L(g_{ij},R_{\;ijk}^{s})}
тоді варіація цієї функції виглядає так:
{\displaystyle (19)\qquad \delta L={\partial L \over \partial g_{ij}}\delta g_{ij}+{\partial L \over \partial R_{\;ijk}^{s}}\delta R_{\;ijk}^{s}=a_{ij}\delta g^{ij}+c_{s}^{\;ijk}\delta R_{\;ijk}^{s}}
де коефіцієнт {\displaystyle a_{ij}}, враховуючи (16), дорівнює:
{\displaystyle (20)\qquad a_{ij}=-g_{ik}g_{jp}\;{\partial L \over \partial g_{kp}}={\partial L \over \partial g^{ij}}}
Для знаходження інтеграла від останнього доданка в формулі (19) скористаємося результатами статті Допоміжні інтеграли з варіаціями:
{\displaystyle (21)\qquad \int c_{s}^{\;ijk}\delta R_{\;ijk}^{s}=\left(\oint _{S}w_{s}^{\;ijk}n_{k}\delta \Gamma _{ij}^{s}\;dS\right)-\int \nabla _{k}w_{s}^{\;ijk}\delta \Gamma _{ij}^{s}}
де ведено позначення:
{\displaystyle (22)\qquad w_{s}^{\;ijk}=c_{s}^{\;ikj}-c_{s}^{\;ijk}}
Перший інтеграл в правій частині формули (21) береться по межі області, де ми можемо вважати варіацію метричного тензора (а отже і варіацію всіх залежних величин) рівною нулю. Тобто цей (та інші!) поверхневий інтеграл можна опустити.
Останній інтеграл у правій частині (21) теж обчислюється за результатами статті Допоміжні інтеграли з варіаціями.  Для цього спочатку розглядаємо допоміжний тензор із трьома індексами:
{\displaystyle (23)\qquad a_{\;\;s}^{ij}=\nabla _{k}w_{s}^{ijk}\qquad a^{ijs}=\nabla _{k}w^{sijk}}
тоді із врахуванням формули (16) маємо:
{\displaystyle (24)\qquad \int c_{s}^{\;ijk}\delta R_{\;ijk}^{s}=-\int a_{\;\;s}^{ij}\delta \Gamma _{ij}^{s}=\int \nabla _{k}v^{ijk}\delta g_{ij}=-\int \nabla ^{k}v_{ijk}\delta g_{ij}}
де введено ще одне позначення:
{\displaystyle (25)\qquad v^{ijk}={1 \over 2}\left(a^{kji}+a^{ikj}-a^{ijk}\right)={1 \over 2}\nabla _{s}\left(w^{ikjs}+w^{jiks}-w^{kijs}\right)}
або, те саме після жонглювання індексами:
{\displaystyle (26)\qquad v_{ijk}={1 \over 2}\nabla ^{s}\left(w_{ikjs}+w_{jiks}-w_{kijs}\right)={1 \over 2}\nabla ^{s}\left(c_{iksj}-c_{ikjs}+c_{jisk}-c_{jiks}-c_{kisj}+c_{kijs}\right)}
Збираючи формули (19-26) і порівнюючи з формулою (15), маємо для узагальненого тензора Річчі:
{\displaystyle (27)\qquad R_{ij}^{[L]}=a_{ij}-{1 \over 2}\nabla ^{k}\nabla ^{s}\left(c_{iksj}-c_{ikjs}+c_{jisk}-c_{jiks}-c_{kisj}+c_{kijs}\right)}
Розглянемо випадок, коли функція {\displaystyle L} залежить від згорнутого тензора Рімана (тобто від тензора Річчі другого степеня {\displaystyle R_{ij}=R_{ij}^{[2]}=R_{\;isj}^{s}}).  Тоді в формулі (19) можна покласти:
{\displaystyle (28)\qquad c_{s}^{\;ijk}=c^{ik}\delta _{s}^{j}\qquad c_{ijkl}=c_{jl}g_{ik}}
виділивши множник символу Кронекера, що відповідає за згортку і одержуючи таку формулу:
{\displaystyle (29)\qquad \delta L=a_{ij}\delta g^{ij}+c^{ik}\delta R_{ik}}
Тензор c^{ik} очевидно буде симетричним. Тоді із формули (27) маємо:
{\displaystyle (30)\qquad R_{ij}^{[L]}=a_{ij}-{1 \over 2}\nabla ^{k}\nabla ^{s}\left(c_{kj}g_{is}-c_{ks}g_{ij}+c_{ik}g_{js}-c_{is}g_{jk}-c_{ij}g_{ks}+c_{is}g_{kj}\right)}
Поглянемо на вираз в дужках.  Четвертий і шостий доданки взаємно знищуються. 
Із решти чотирьох доданків два мають додатній знак (з врахуванням мінуса перед дужками). 
Це другий доданок {\displaystyle {1 \over 2}\left(\nabla ^{k}\nabla ^{s}c_{ks}\right)g_{ij}}, і п'ятий в якому згортка
метричного тензора з наблами утворює лапласіан:  {\displaystyle {1 \over 2}\nabla ^{2}c_{ij}}.
Два інші доданки (перший і третій) мають знак "мінус", в них метричний тензор опускає індекс у другій наблі.
Таким чином формула (30) дещо спрощується:
{\displaystyle (31)\qquad R_{ij}^{[L]}=a_{ij}+{1 \over 2}\left(\nabla ^{k}\nabla ^{s}c_{ks}g_{ij}+\nabla ^{2}c_{ij}-\nabla ^{k}\nabla _{i}\,c_{kj}-\nabla ^{k}\nabla _{j}\,c_{ki}\right)}
Як бачимо, вираз вийшов симетричним, якщо враховувати симетрію по індексах тензора {\displaystyle c_{ij}}
Враховуючи (14), запишемо формулу для узагальненого тензора Ейнштейна:
{\displaystyle (32)\qquad G_{ij}^{[L]}=a_{ij}-{L \over 2}g_{ij}+{1 \over 2}\left(\nabla ^{k}\nabla ^{s}c_{ks}g_{ij}+\nabla ^{2}c_{ij}-\nabla ^{k}\nabla _{i}\,c_{kj}-\nabla ^{k}\nabla _{j}\,c_{ki}\right)}

## Приклад 1: обчислення узагальненого тензора Ейнштейна дляL=f(R){\displaystyle L=f(R)}

### Загальна формула
Нехай {\displaystyle L} буде скалярною функцією від скалярної кривини багатовиду:
{\displaystyle (33)\qquad L=f(R)}
Знаходимо її варіацію:
{\displaystyle (34)\qquad \delta L=f'\delta R=f'\delta \left(R_{ij}g^{ij}\right)=f'R_{ij}\delta g^{ij}+f'g^{ij}\delta R_{ij}}
Порівнюючи (34) з (29), маємо:
{\displaystyle (35)\qquad a_{ij}=f'R_{ij}\qquad c_{ij}=f'g_{ij}}
Для обчислення узагальненого тензора Ейнштейна, нам достатньо підставити тензори (35) в формулу (31).  Після зведення
однакових доданків одержуємо:
{\displaystyle (36)\qquad G_{ij}^{[f(R)]}=f'R_{ij}-{f \over 2}g_{ij}+\nabla ^{2}f'g_{ij}-\nabla _{i}\nabla _{j}f'}

### Частинні випадки
Застосуємо цю формулу до деяких степеневих функцій.
{\displaystyle (37)\qquad f(R)=R,\qquad f'=1}
{\displaystyle (37a)\qquad G_{ij}^{[R]}=R_{ij}-{R \over 2}g_{ij}}
тобто ми одержали добре відомий вираз із рівняння Ейнштейна. Тепер спробуємо квадратичну функцію:
{\displaystyle (38)\qquad f(R)=R^{2},\qquad f'=2R}
{\displaystyle (38a)\qquad G_{ij}^{[R^{2}]}=2RR_{ij}-{R^{2} \over 2}g_{ij}+2\nabla ^{2}Rg_{ij}-2\nabla _{i}\nabla _{j}R}
І функцію квадратного кореня:
{\displaystyle (39)\qquad f(R)={\sqrt {R}},\qquad f'={1 \over 2{\sqrt {R}}}}
{\displaystyle (39a)\qquad G_{ij}^{[{\sqrt {R}}]}={1 \over 2}\left({R_{ij} \over {\sqrt {R}}}-{\sqrt {R}}g_{ij}+\nabla ^{2}{1 \over {\sqrt {R}}}g_{ij}-\nabla _{i}\nabla _{j}{1 \over {\sqrt {R}}}\right)}
Очевидно, підкореневий вираз має бути додатнім, тому вищенаведену формулу можна використовувати в тих областях багатовиду,
де скалярна кривина {\displaystyle R} додатна. В тих областях, де {\displaystyle R} від'ємна, можна записати аналогічну
формулу з квадратним коренем:
{\displaystyle (40)\qquad f(R)={\sqrt {-R}},\qquad f'=-{1 \over 2{\sqrt {-R}}}}
{\displaystyle (40a)\qquad G_{ij}^{[{\sqrt {-R}}]}=-{1 \over 2}\left({R_{ij} \over {\sqrt {-R}}}+{\sqrt {-R}}g_{ij}+\nabla ^{2}{1 \over {\sqrt {-R}}}g_{ij}-\nabla _{i}\nabla _{j}{1 \over {\sqrt {-R}}}\right)}

### Контрольна перевірка дивергенції
Формулу (11) ми вивели для довільного узагальненого тензора Ейнштейна, в тому числі вона має бути дійсною і для 
тензора (36).  Тож перевіримо, що дивергенція (36) дорівнює нулю. Ця перевірка додасть впевненості, що при виводі
формули (36) ми нічого не наплутали (особливо в знаках доданків).
Розглянемо окремо дві складові в дивергенції формули (36):
{\displaystyle (41)\qquad \nabla ^{j}G_{ij}^{[f(R)]}=a_{i}+b_{i}}
Вектор {\displaystyle a_{i}} є дивергенцією від перших двох (алгебраїчних) доданків:
{\displaystyle (42)\qquad a_{i}=\nabla ^{j}\left(f'R_{ij}-{f \over 2}g_{ij}\right)=\left(\nabla ^{j}f'\right)R_{ij}+f'\left(\nabla ^{j}R_{ij}-{1 \over 2}\nabla _{i}R\right)}
Вираз в останніх дужках дорівнює нулю внаслідок подвійної згортки диференціальної тотожності Біанкі:
{\displaystyle (43)\qquad \nabla _{i}R_{jk}^{ps}+\nabla _{j}R_{ki}^{ps}+\nabla _{k}R_{ij}^{ps}=0}
{\displaystyle (44)\qquad \nabla _{i}R_{jk}^{jk}+\nabla _{j}R_{ki}^{jk}+\nabla _{k}R_{ij}^{jk}=\nabla _{i}R-\nabla _{j}R_{i}^{j}-\nabla _{k}R_{i}^{k}=\nabla _{i}R-2\nabla ^{j}R_{ij}=0}
Отже
{\displaystyle (45)\qquad a_{i}=R_{ij}\nabla ^{j}f'}
Другий доданок у формулі (41) є дивергенцією двох останніх доданків (36), які містять коваріантні похідні:
{\displaystyle (46)\qquad b_{i}=\nabla ^{j}\left(\nabla ^{2}f'g_{ij}-\nabla _{i}\nabla _{j}f'\right)=\nabla _{i}\nabla _{j}\nabla ^{j}f'-\nabla _{j}\nabla _{i}\nabla ^{j}f'=[\nabla _{i}\nabla _{j}]\left(\nabla ^{j}f'\right)}
В правій частині цієї формули стоїть комутатор коваріантних похідних {\displaystyle [\nabla _{i}\nabla _{j}]=\nabla _{i}\nabla _{j}-\nabla _{j}\nabla _{i}}, що діє на вектор {\displaystyle \nabla ^{j}f'}. Він, за означенням, дорівнює згортці вектора з тензором Рімана:
{\displaystyle (47)\qquad b_{i}=R_{\;sij}^{j}\nabla ^{s}f'=-R_{si}\nabla ^{s}f'=-R_{ij}\nabla ^{j}f'}
Порівнюючи вирази (45) і (47) бачимо що дійсно, дивергенція узагальненого тензора Ейнштейна (формули 36,41) дорівнює нулю.

## Приклад 2: узагальнений тензор Ейнштейна для згортки тензорів Річчі
Нехай функція {\displaystyle L} є згорткою добутку двох тензорів Річчі (другого степеня):
{\displaystyle (48)\qquad L=R_{j}^{i}R_{i}^{j}}
тоді
{\displaystyle (49)\qquad \delta L=2R_{j}^{i}\delta R_{i}^{j}=2R_{j}^{i}\left(R_{ik}\delta g^{kj}+g^{kj}\delta R_{ik}\right)=2R_{is}R_{j}^{s}\delta g^{ij}+2R^{ij}\delta R_{ij}}
Порівнюючи (49) і (29), знаходимо коефіцієнти:
{\displaystyle (50)\qquad a_{ij}=2R_{is}R_{j}^{s},\qquad c_{ij}=2R_{ij}}
які підставимо в формулу (32) для знаходження узагальненого тензора Ейнштейна:
{\displaystyle (51)\qquad G_{ij}^{[R_{\beta }^{\alpha }R_{\alpha }^{\beta }]}=2R_{is}R_{j}^{s}-{R_{k}^{s}R_{s}^{k} \over 2}g_{ij}+\left(\nabla ^{k}\nabla ^{s}R_{ks}\right)g_{ij}+\nabla ^{2}R_{ij}-\nabla ^{k}\nabla _{i}R_{kj}-\nabla ^{k}\nabla _{j}R_{ki}}
Можна перевірити, аналогічно до попереднього пункту, що дивергенція тензора {\displaystyle G_{ij}^{[R_{\beta }^{\alpha }R_{\alpha }^{\beta }]}}
теж дорівнює нулю.